# Walter Troeltsch (Ökonom)

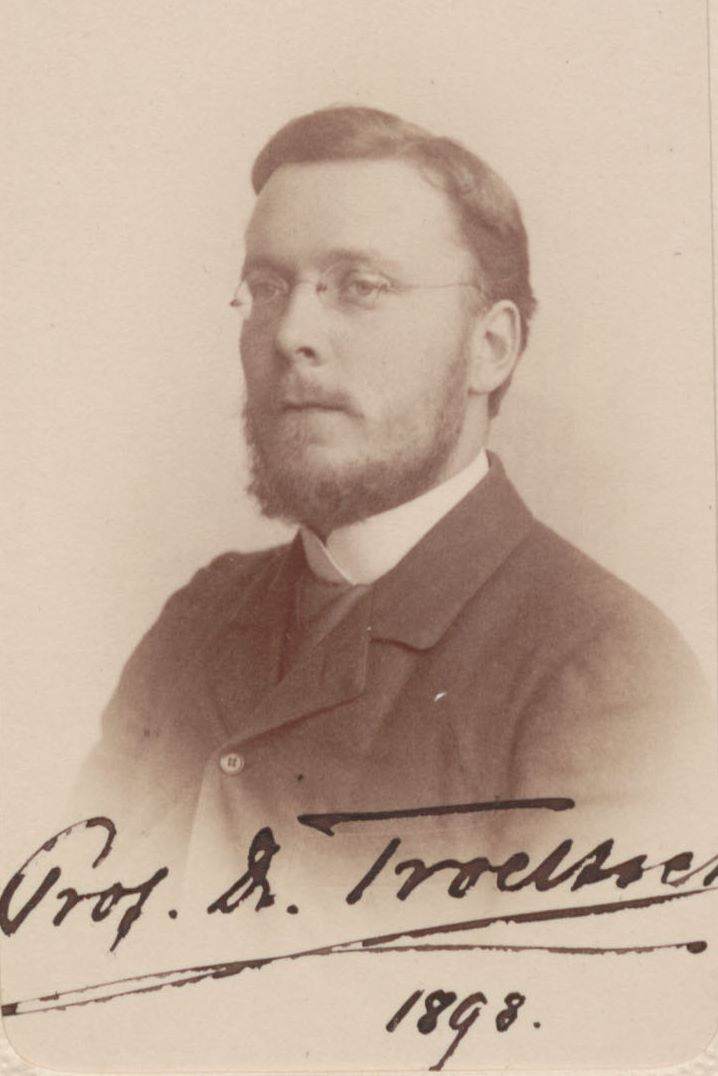
Walter Troeltsch, Porträt von Julius Wilhelm Hornung, 1898

Walter Troeltsch (* 6. Juli 1866 in Mergelstetten; † 23. Februar 1933 in Marburg) war ein deutscher Nationalökonom.

## Leben und Werk

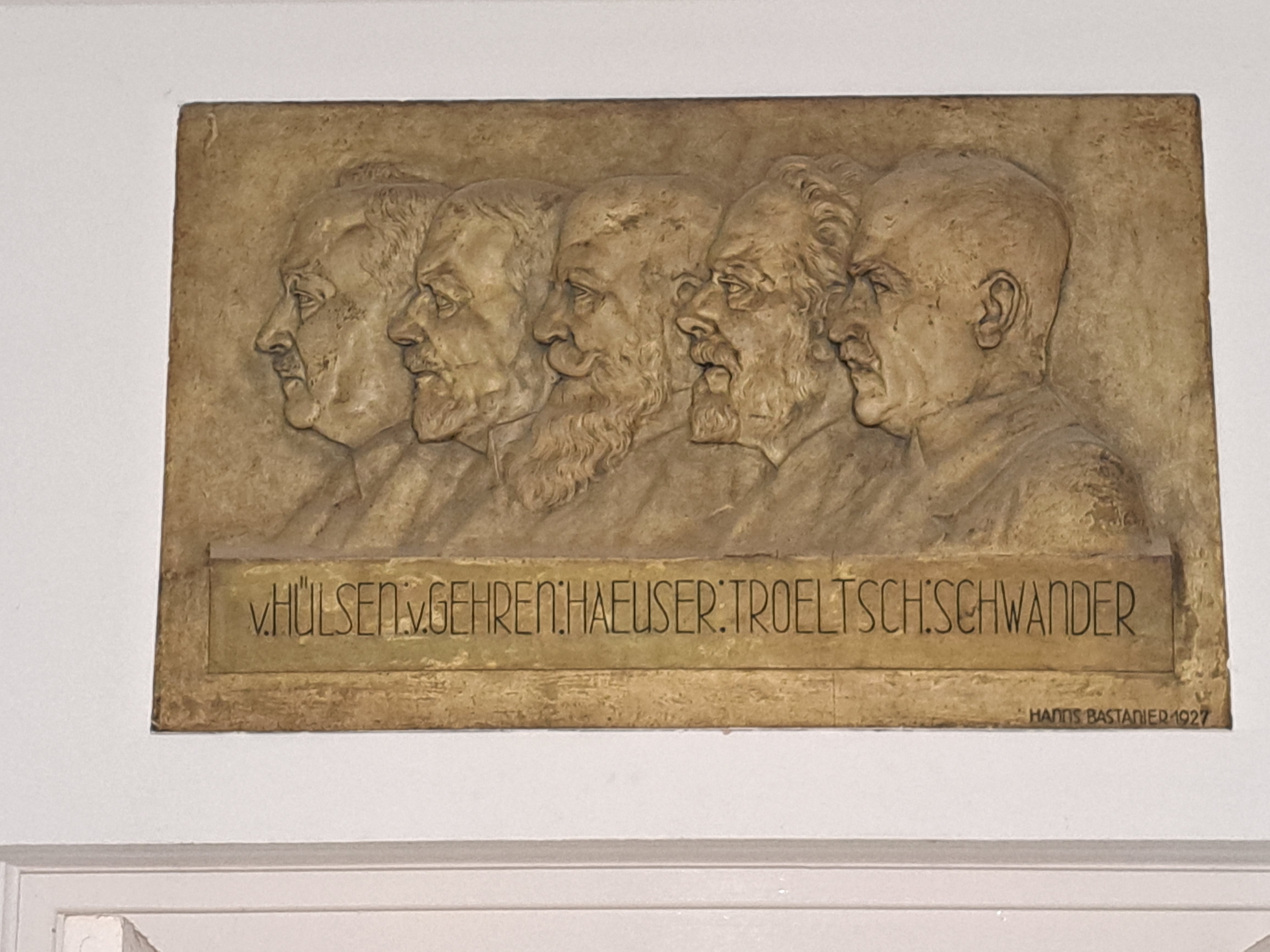
Troeltsch im Porträtprofil, 4. v. links, Relief im Kunstgebäude der Philipps-Universität Marburg

Walter Troeltsch war der einzige Sohn des Fabrikbesitzers und Abgeordneten Wilhelm Troeltsch. Er studierte Staatswissenschaften an den Universitäten München, Tübingen und Berlin. Während seines Studiums wurde er Mitglied des AGV München im Sondershäuser Verband. Ab 1888 war er im bayerischen Justizdienst beschäftigt. Am 26. April 1890 wurde er in Tübingen mit einer Arbeit zur Münchner Biersteuer zum Dr. phil. promoviert. Er ließ sich daraufhin beurlauben und habilitierte sich am 19. August 1891 mit einer Arbeit über die bayerische Gemeindesteuerpolitik. Während der anschließenden Zeit als Privatdozent, die er wohl aus Familienvermögen finanzieren konnte, widmete er sich der Lehrtätigkeit und fachbezogenen Veröffentlichungen. 1897 veröffentlichte er Die Calwer Zeughandlungskompagnie und ihre Arbeiter. Diese Studie gilt auch heute noch als grundlegende Arbeit zu Standortfaktoren und ihren Auswirkungen auf den Arbeitsmarkt.
Nach einer außerordentlichen Professur in Tübingen, die er am 27. Dezember 1897 antrat, wurde er zum 8. Mai 1899 zum ordentlichen Professor der Volkswirtschaftslehre an die Technischen Hochschule Karlsruhe berufen. Ab dem 1. April 1902 folgte die Stellung als Ordinarius der Staatswissenschaft an der Philipps-Universität Marburg, wo er 1910/11 als Dekan der Philosophischen Fakultät und 1912/13 als Rektor der Universität amtierte. Am 14. Dezember 1917 wurde er zum Geheimen Regierungsrat ernannt. Bis 1928 war er an der Philosophischen Fakultät angesiedelt, 1828 trat er in die Juristische Fakultät über. 1929/30 amtierte er als Dekan der Juristischen Fakultät.
Politisch war Troeltsch linksliberal gesinnt. Für die DDP kandidierte er für die Marburger Stadtverordnetenversammlung. 1918 war er stellvertretender Stadtverordnetenvorsteher und 1919 Stadtverordneter.
Troeltsch untersuchte hauptsächlich die Ursachen und Wirkungen von Arbeitslosigkeit. Mithilfe von empirischen Untersuchungen legte er dar, dass es keine einheitliche Ursache für die Arbeitslosigkeit gibt.
Zu Troeltschs Schülern zählen Gustav Heinemann, Wilhelm Röpke, Rudolf Diels und Erwin Wiskemann. Röpke äußerte sich in seiner Trauerrede auf Troeltsch kritisch zum Nationalsozialismus.
Troeltschs Enkel ist der hessische Politiker Walter Troeltsch.

## Schriften
- Beiträge zur Finanzgeschichte Münchens in der zweiten Hälfte des 18. Jahrhunderts (der städtische sogenannte Bierpfenning). Cotta, Stuttgart 1890.
- Die bayerische Gemeindebesteuerung seit Anfang des 19. Jahrhunderts, mit besonderer Berücksichtigung der indirekten Verbrauchssteuern. Mit Benützung amtlicher Quellen dargestellt. C. B. Beck’sche Verlagsbuch, München 1891.
- Beiträge zur Finanzgeschichte Münchens im 19. Jahrhundert (der sogenannte Lokalmalzaufschlag). Cotta, Stuttgart 1893.
- Die Calwer Zeughandlungskompagnie und ihre Arbeiter. Studien zur Gewerbe- und Sozialgeschichte Altwürttembergs. Fischer, Jena 1897.
- Über die neuesten Veränderungen im deutschen Wirtschaftsleben, Vortragscyklus. Kohlhammer, Berlin 1899.
- Der künftige deutsche Zolltarif. Vortrag gehalten im Karlsruher Gewerbeverein am 29. Januar 1902. Braun, Karlsruhe 1902.
- Reichsfinanzen und Reichserbschaftssteuer. Lehmanns, München 1904.
- Zur Geschichte der Universität Marburg. A. Asher & Co, Berlin 1904.
- Zum 70. Geburtstag Friedrich Julius Neumanns. Buchdruckerei der Allgemeinen Zeitung, München 1905.
- Die hessische wirtschaftspolitische Gesetzgebung im Jahre 1902 und ihre bisherigen Erfolge (insbes. die Landeshypothekenbank und die Pflege des Kleinwohnungsbaus). Duncker & Humblot, Leipzig 1905.
- mit Paul Hirschfeld: Die deutschen Sozialdemokratischen Gewerkschaften. In: Untersuchungen und Materialien über ihre geographische Verbreitung 1896-1903. Heymann, Berlin 1905.
- Das Problem der Arbeitslosigkeit, Kaisergeburtstagsrede. Elwert, Marburg 1907.
- Das neuzeitliche territoriale Gewerbewesen bis 1800. In: Die Entwicklung der deutschen Volkswirtschaftslehre im neunzehnten Jahrhundert : Gustav Schmoller zur siebenzigsten Wiederkehr seines Geburtstages, 24. Juni 1908.2 (1908) 1908, S. 1–20.
- Volkswirtschaftliche Betrachtungen über die Mode. Rede, gehalten beim Antritt des Rektorats am 13. Oktober 1912. Elwert, Marburg 1912.
- Die deutschen Industriekartelle vor und seit dem Krieg. Baedeker, Essen 1916.
- Das Handwerk und die Wissenschaft, Vortrag des Kurh.-wald. Handwerkerbundes, Kassel 1928.